# Bob Maas
Adrianus Lambertus Joseph (Bob) Maas (Batavia (Nederlands-Indië), 18 oktober 1907 - Hilversum, 17 december 1996) was een Nederlandse zeiler. Hij vertegenwoordigde Nederland op verschillende internationale wedstrijden. Viermaal kwam hij uit op de Olympische Spelen en won daarbij drie medailles.
Voor Nederland won Maas de zilveren medaille tijdens de Olympische Spelen van 1932 in Los Angeles in de klasse snowbird. Met zijn broer Jan Maas, nam hij ook deel als stuurman aan de Star-klasse. Voor deze klasse was een parcours uitgezet op zee, buiten de haven van Los Angeles, Long Beach tussen de vaste wal en Catalina Island. Hierbij eindigde hij met 14 punten op een zesde plaats. 
Daarna nam hij als zeiler nog driemaal deel aan de Olympische Spelen bij de Star-klasse, maar deze keren niet meer met zijn broer. In 1936, met Willem de Vries Lentsch,  en 1948, met Eddy Stutterheim, won hij met brons in de Star-klasse. 

## Palmares

### zeilen
- 1932:  Olympische Spelen (snowbird) - 85 punten
- 1932: 6e Olympische Spelen (star) - 14 punten
- 1936:  Olympische Spelen (star) - 63 punten
- 1948:  Olympische Spelen (star) - 4731 punten
- 1952: 8e Olympische Spelen (star) - 3510 punten